# 鹿児島県立曽於高等学校
鹿児島県立曽於高等学校（かごしまけんりつ そおこうとうがっこう）は、鹿児島県曽於市末吉町二之方に、2014年4月1日に開校した公立の高等学校。

## 概要
“笑顔輝き夢かなう曽於高校”をキャッチフレーズとし、地域に根ざした魅力ある学校をめざしている。
鹿児島県立の高等学校だが、前身の財部高校および末吉高校と同様に、曽於市に隣接する宮崎県都城市からも入学が可能。

## 沿革

### 略歴
鹿児島県教育委員会による高校再編の一環として、曽於市内にある鹿児島県立財部高等学校、鹿児島県立末吉高等学校、鹿児島県立岩川高等学校の3校を統合し、末吉高校の敷地に2014年開校。

### 統合学校の沿革
- 鹿児島県立財部高等学校#沿革
- 鹿児島県立末吉高等学校#沿革
- 鹿児島県立岩川高等学校#沿革

### 年表

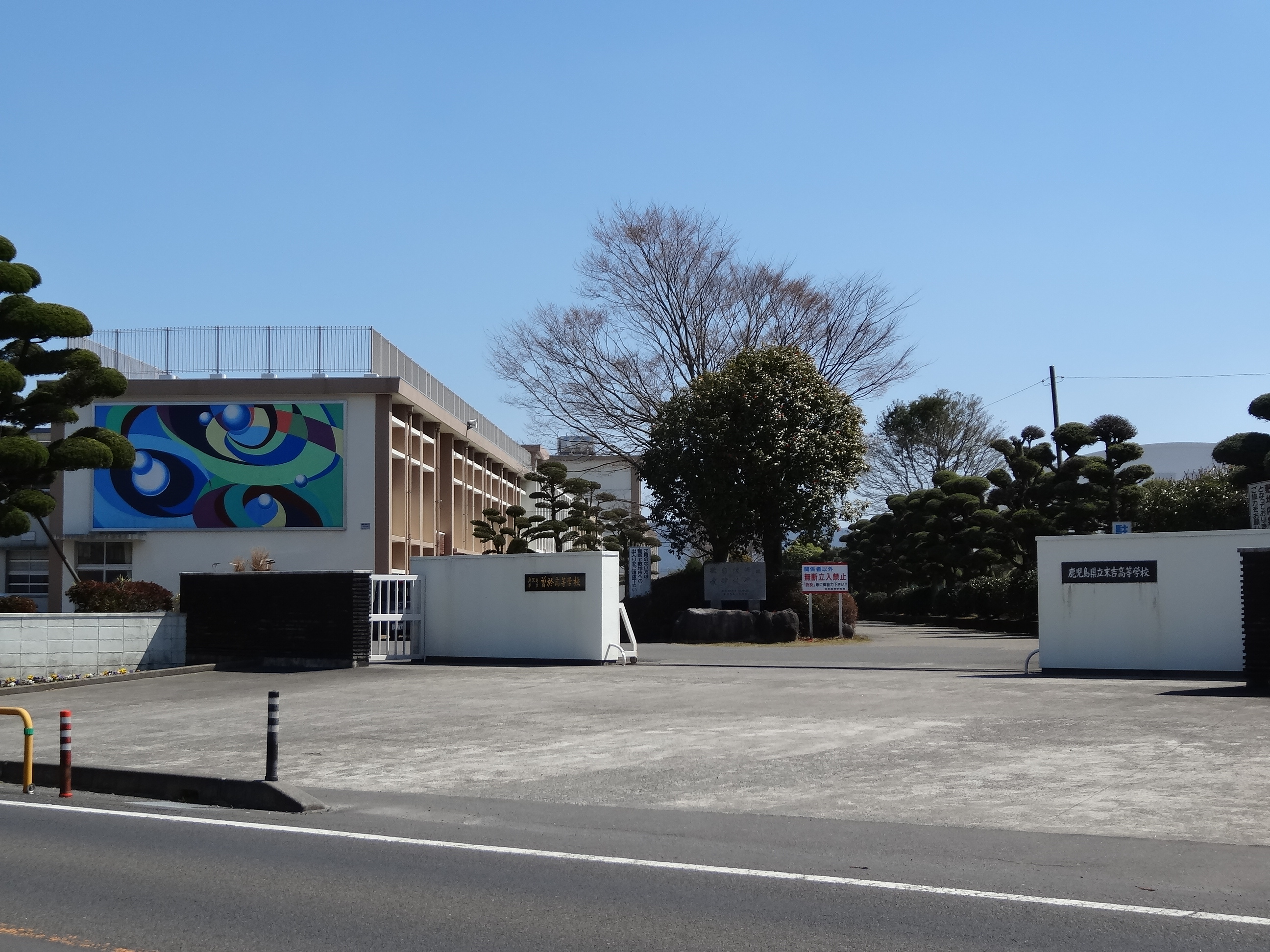
県立曽於高校・末吉高校の正門（2014年3月）

- 2012年3月23日 - 「大隅地域の公立高校の在り方検討委員会」のとりまとめが県教育委員会へ提出される。「曽於市から都城市の高校へ入学する生徒も多く、現状のままでは当地区の3校配置は難しいと考えられることから、地区内の中学生の進学先を地元に確保し、さらには、地区内の専門学科の多様性を維持するため、3校統合を視野に入れながら、魅力ある高校づくりに取り組むべきである。」とされた[2]。
- 2013年
  - 2月5日 - 上記とりまとめをふまえ、県教育委員会にて曽於市内3高等学校の統合が議決される[3][4]。
  - 4月1日 - 曽於地区新設高校開校準備室が設置される。
  - 5月16日 - 公募にもとづき校名が「鹿児島県立曽於高等学校」に決定される。
  - 6月28日 - 鹿児島県立高等学校の設置及び管理に関する条例が改正され、鹿児島県立曽於高等学校が設置される[5]。
  - 7月5日 - 校札除幕式および学校設置式を挙行。
- 2014年4月1日 - 文理科、普通科、畜産食農科、機械電子科、商業科の5学科を設置し、開校。定員200名（各学科40名）。

## 設置学科
以下の5学科が設置されている。
- 文理科
  - 2年次より「文系コース」「理系コース」に分かれる。
- 普通科
  - 2年次より「進学コース」「キャリア探究コース」に分かれる。
- 畜産食農科
  - 2年次より「畜産コース」「食品コース」「栽培コース」に分かれる。
- 機械電子科
  - 2年次より「機械コース」「電子機械コース」に分かれる。
- 商業科
  - 1年次から「地域経済開発コース」「会計コース」に分かれる。

普通科、畜産食農科、機械電子科、商業科の4学科では、一部の科目について学科の枠を越えて選択できる。

## 関係者一覧

### 出身者
- 大園桃子[7]- 元乃木坂46、経営者

### 前身校 末吉高等学校の関係者
出身者
- 綾小路きみまろ[8] - 漫談家
- 池田孝 - 末吉町長、曽於市長
- 松下志朗[9] -歴史学者（日本史）、九州大学名誉教授

### 前身校 岩川高等学校の関係者
出身者
- 竹田正博 - 曽於市長
- 宮原厚次[10]- レスリング選手、ロサンゼルス五輪金メダリスト・ソウル五輪銀メダリスト（高校在学中は柔道選手）
- 市川修一 - 北朝鮮による拉致被害者

その他の関係者
- 岩崎與八郎 - 岩川高等学校の前身「岩川町立鹿児島県岩川工業学校」の創設者（実業家）